# Muurivaara
Muurivaara är ett berg i Finland. på gränsen till Norge. Det ligger i Enontekis i landskapet Lappland, i den norra delen av landet, 1 000 km norr om huvudstaden Helsingfors. Toppen på Muurivaara är omkring 845 meter över havet.
Terrängen runt Muurivaara är lite kuperad.  Trakten runt Muurivaara är nära nog obefolkad, med mindre än två invånare per kvadratkilometer. Närmaste större samhälle är Kilpisjärvi, 11,9 km väster om Muurivaara. Omgivningarna runt Muurivaara är i huvudsak ett öppet busklandskap.
Inlandsklimat råder i trakten. Årsmedeltemperaturen i trakten är −5 °C. Den varmaste månaden är juli, då medeltemperaturen är 13 °C, och den kallaste är februari, med −18 °C.